# Le Montellier
Le Montellier ist eine französische Gemeinde mit 329 Einwohnern (Stand: 1. Januar 2022) im Département Ain der Region Auvergne-Rhône-Alpes. Sie gehört zum Arrondissement Belley und zum Kanton Meximieux. Die Einwohner werden Montiliens genannt.

## Geografie
Die Gemeinde Le Montellier liegt im Süden der sehr seenreichen Landschaft Dombes, etwa 26 Kilometer nordöstlich von Lyon. Umgeben wird Le Montellier von den Nachbargemeinden Birieux im Westen und Norden, Joyeux im Nordosten und Osten, Faramans im Osten und Südosten, Pizay im Südosten und Süden, Sainte-Croix im Süden und Südwesten sowie Montluel im Südwesten und Westen.

## Bevölkerungsentwicklung
| Jahr                       | 1962 | 1968 | 1975 | 1982 | 1990 | 1999 | 2010 | 2021 |
| Einwohner                  | 173  | 166  | 141  | 161  | 170  | 221  | 244  | 319  |
| Quellen: Cassini und INSEE |      |      |      |      |      |      |      |      |

## Sehenswürdigkeiten
- Kirche Sainte-Madeleine aus dem 19. Jahrhundert
- Schloss Le Montellier, frühere Burg aus dem 13./14. Jahrhundert, heutiges Gebäude aus dem 16./17. Jahrhundert, Monument historique seit 2003

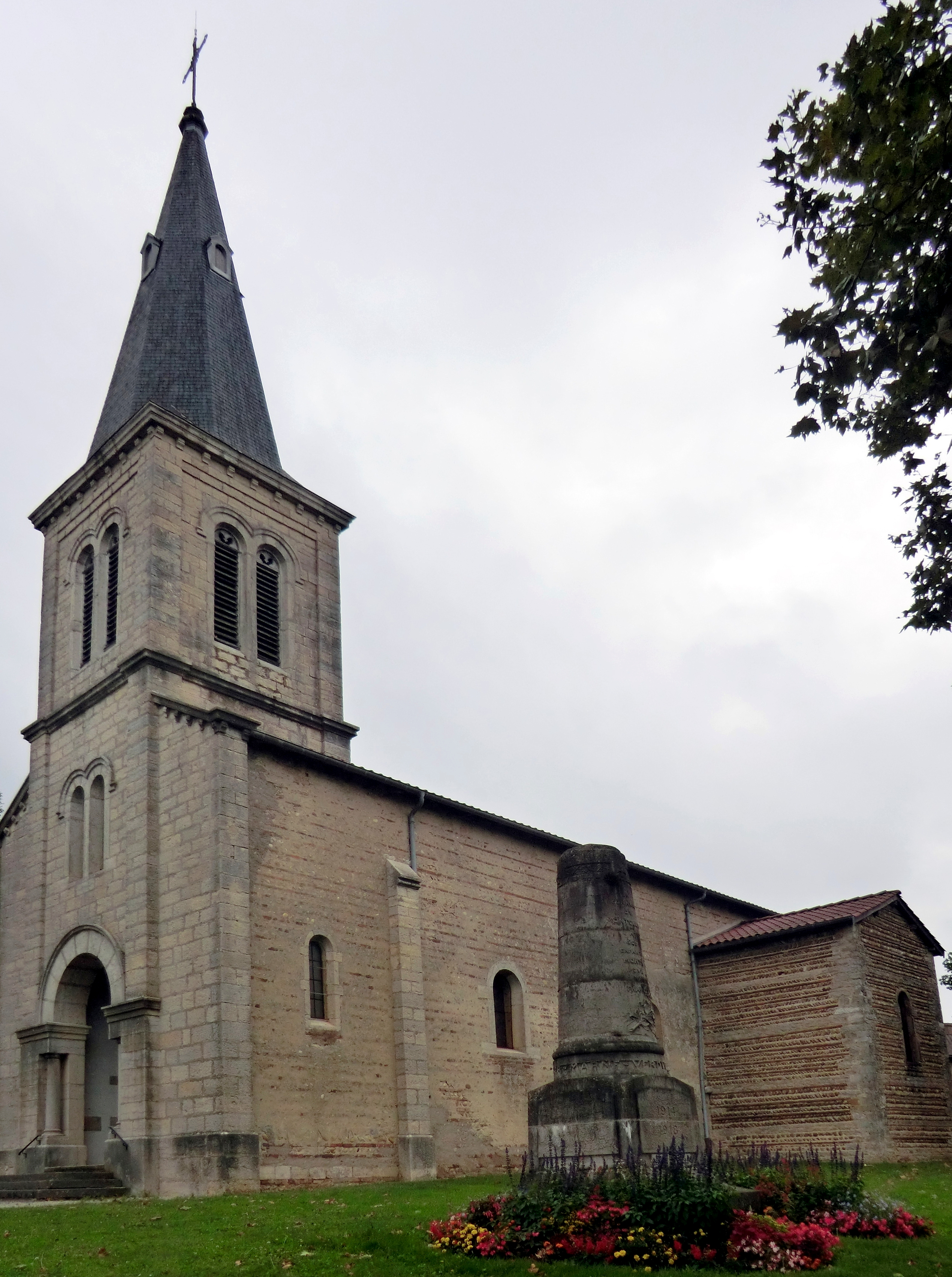
Kirche Sainte-Madeleine
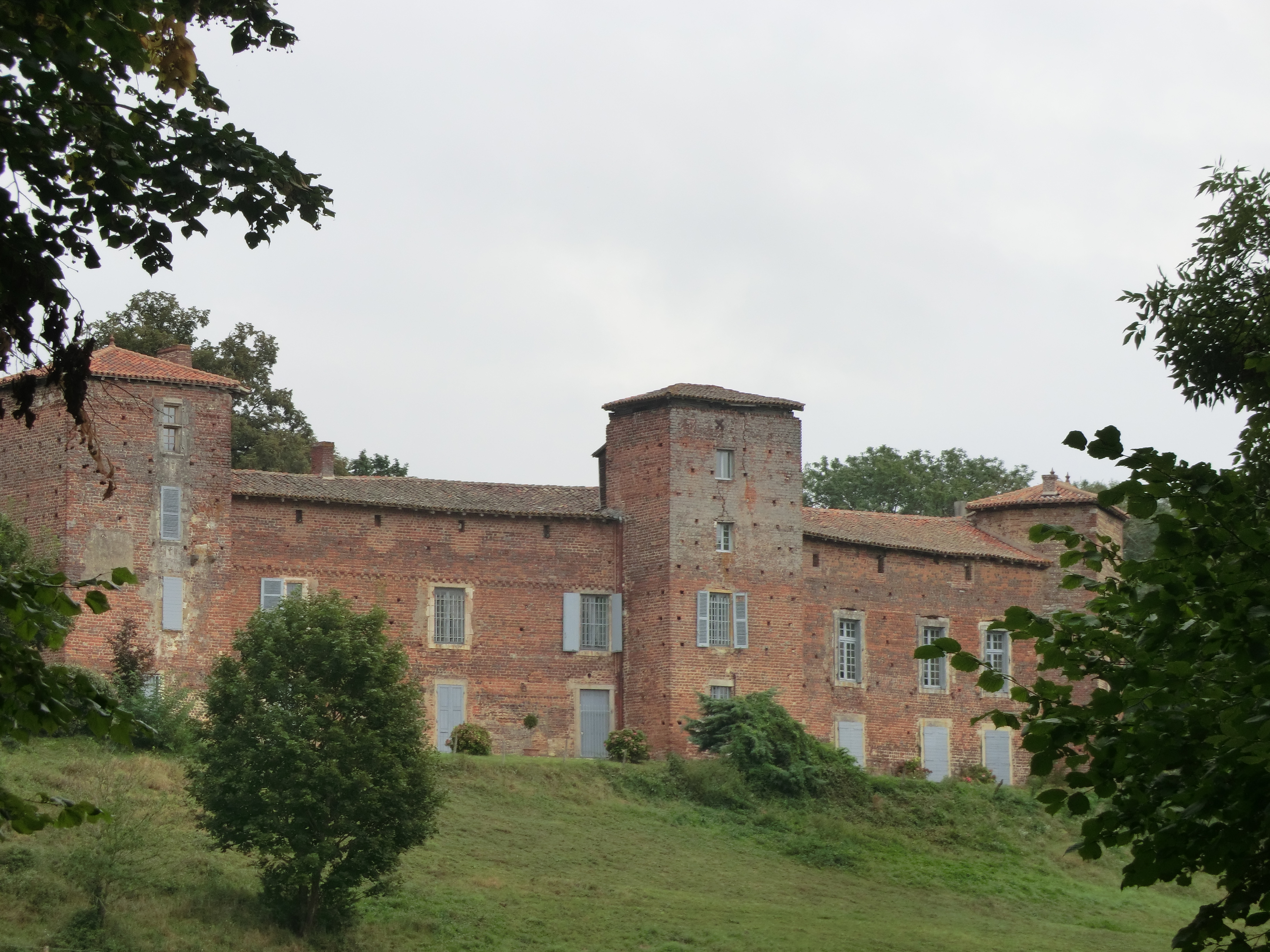
Schloss Le Montellier
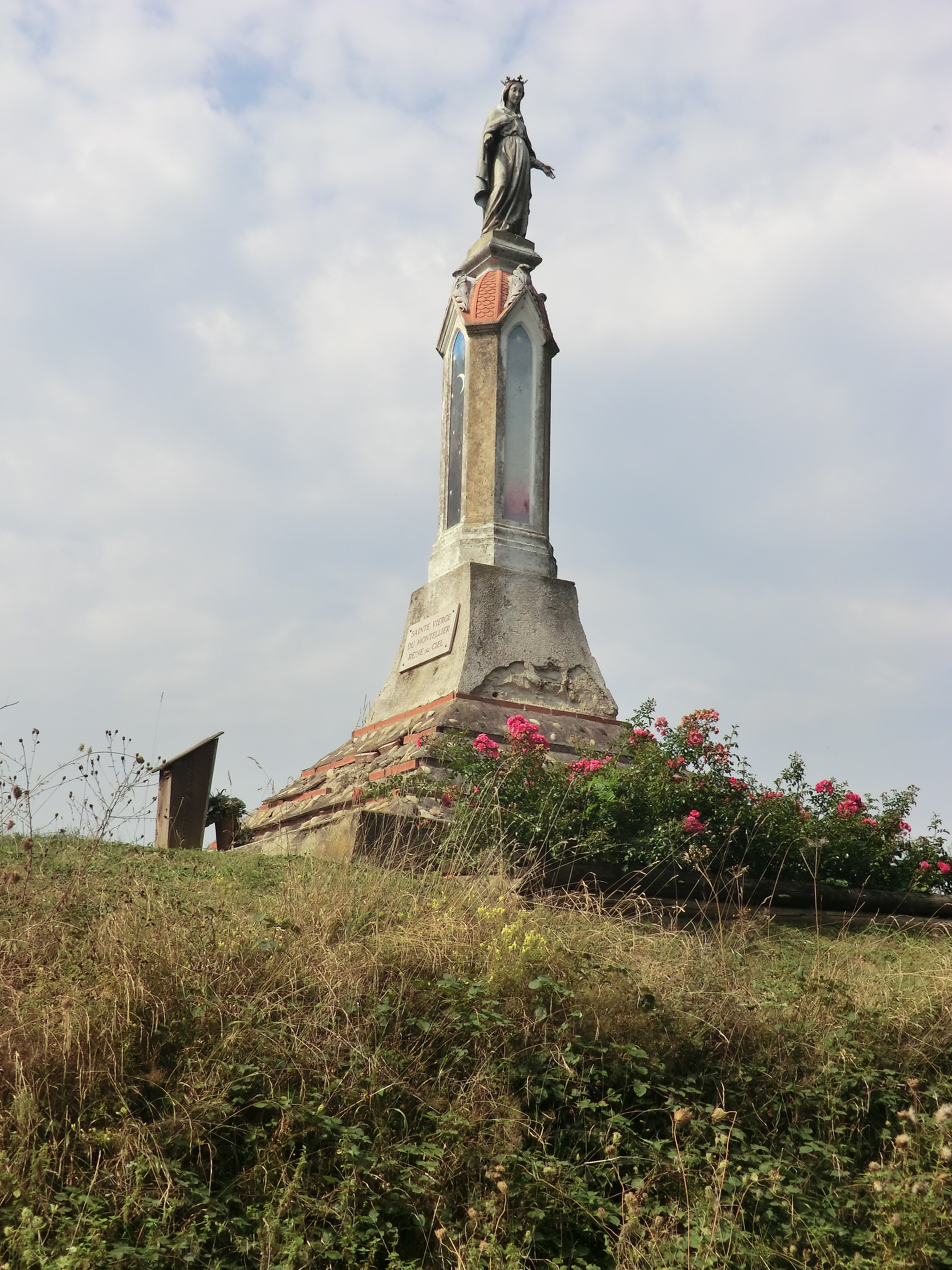
Marienstatue
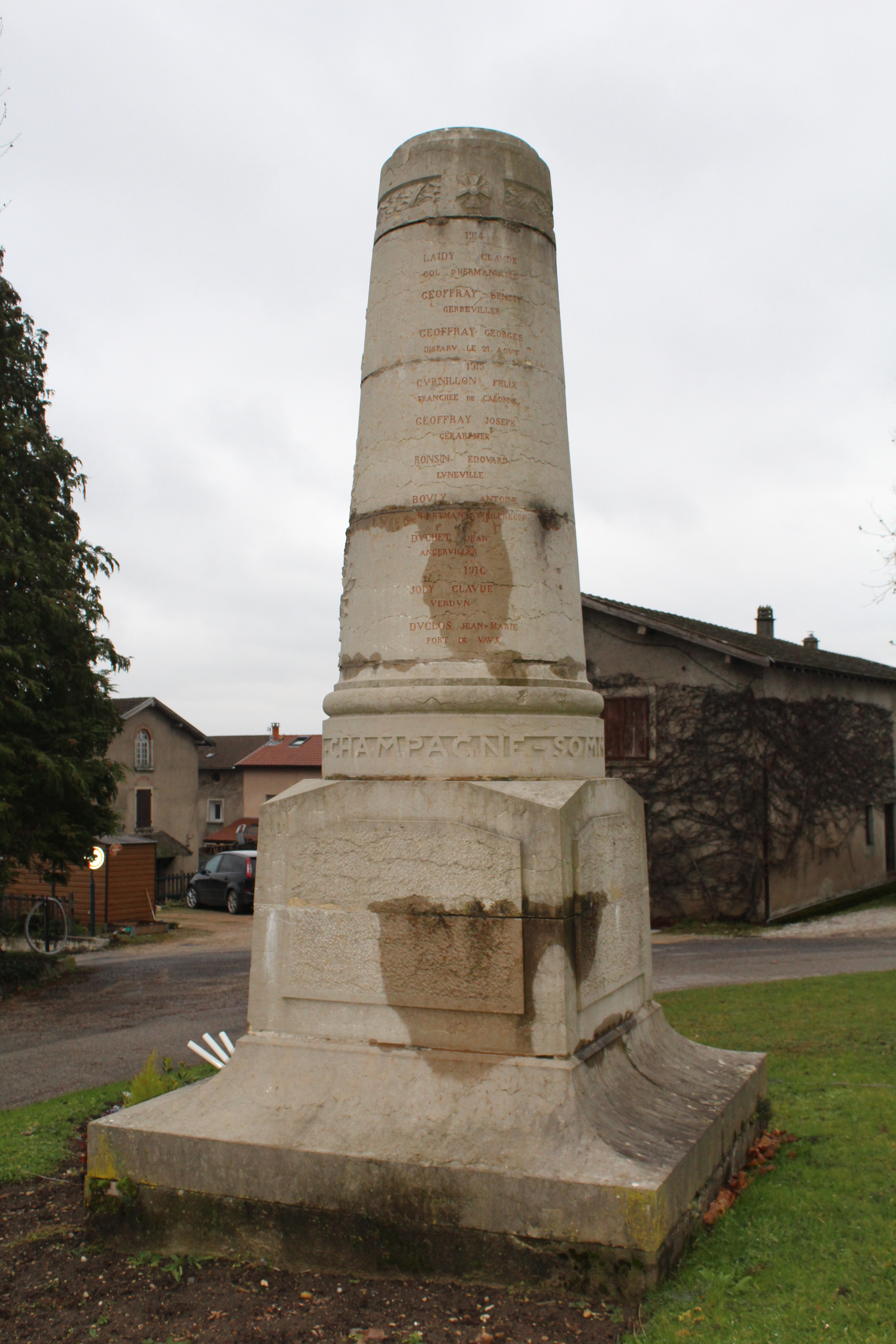
Gefallenendenkmal